# Pontia protodice
Pontia protodice är en fjärilsart som först beskrevs av Jean Baptiste Boisduval och Leconte 1830.  Pontia protodice ingår i släktet Pontia och familjen vitfjärilar. Inga underarter finns listade i Catalogue of Life.

## Bildgalleri

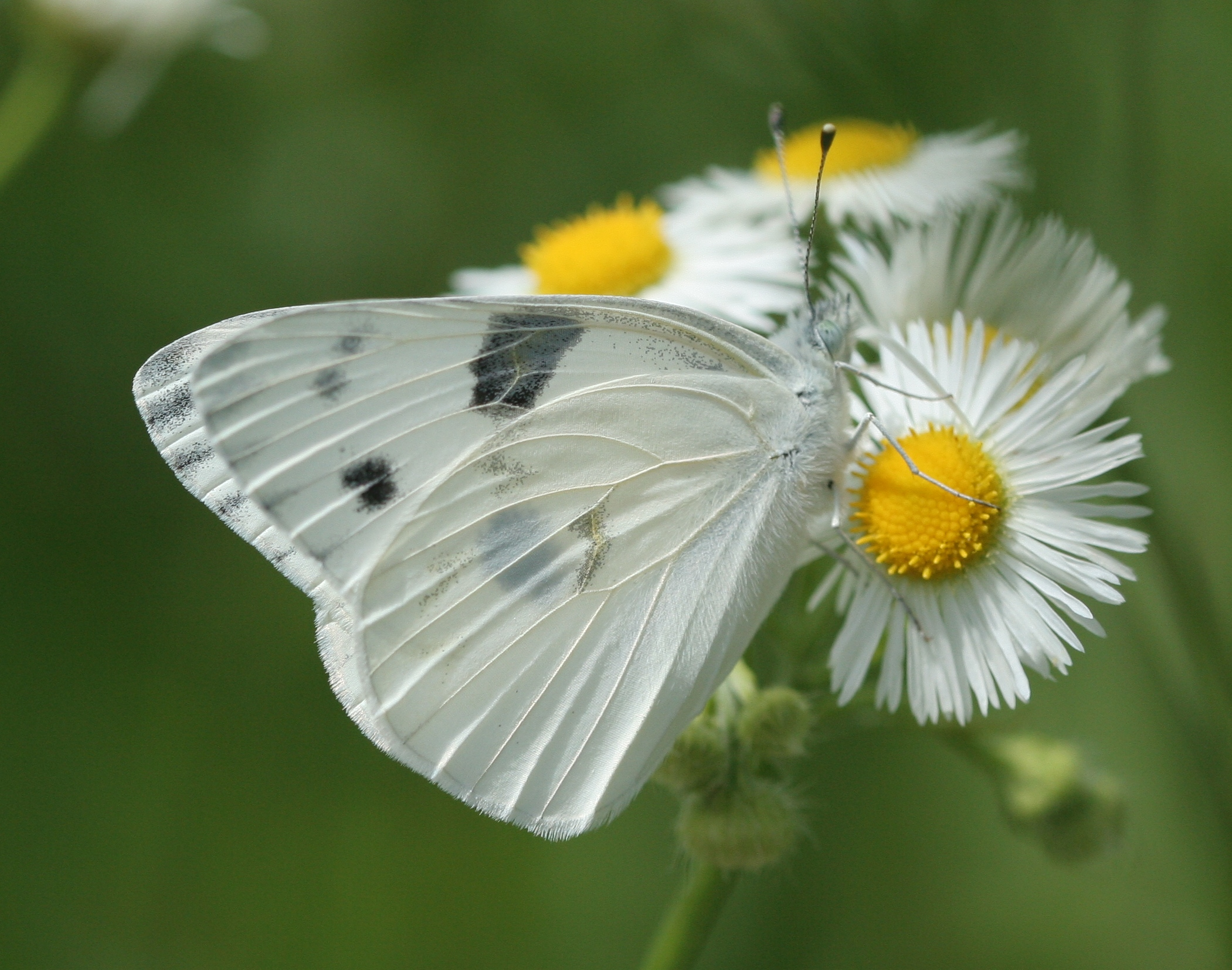
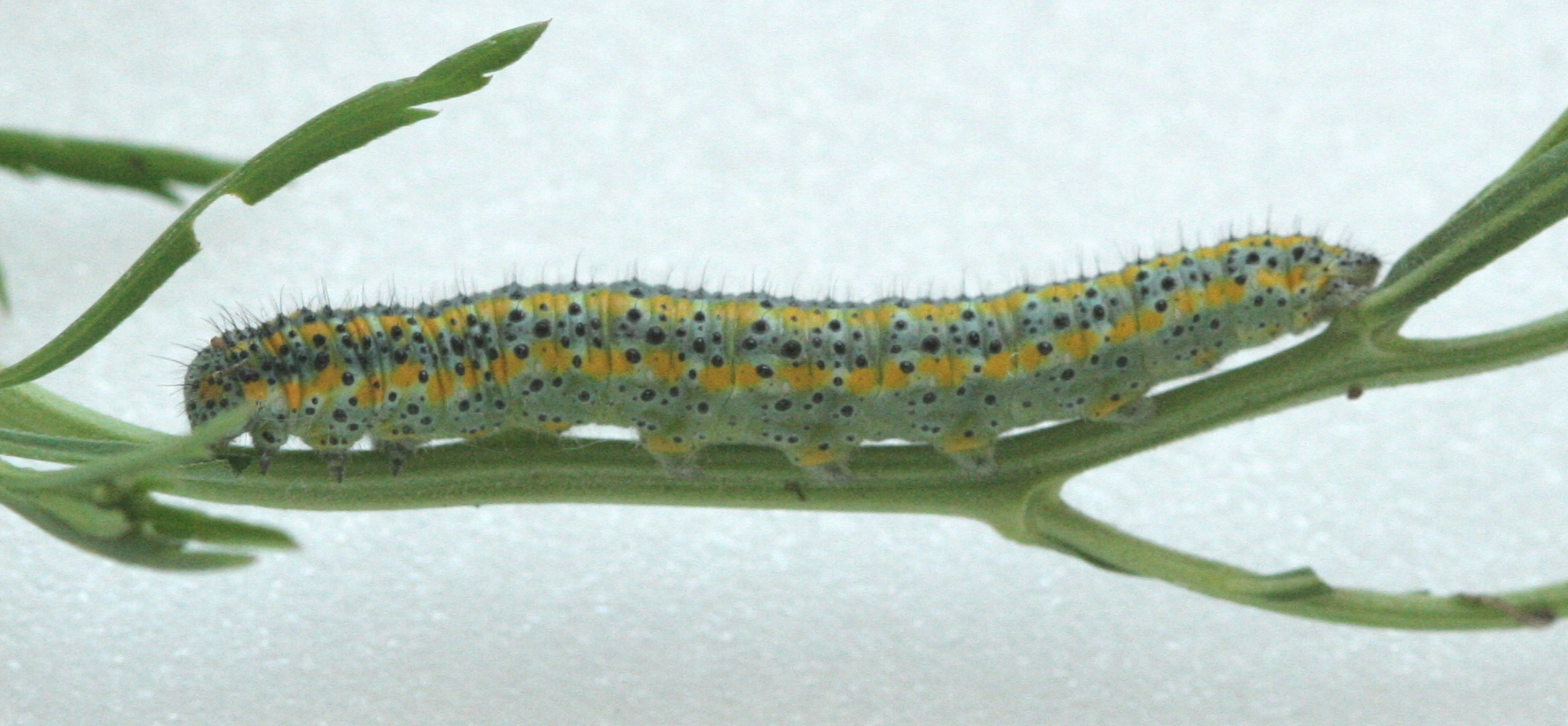
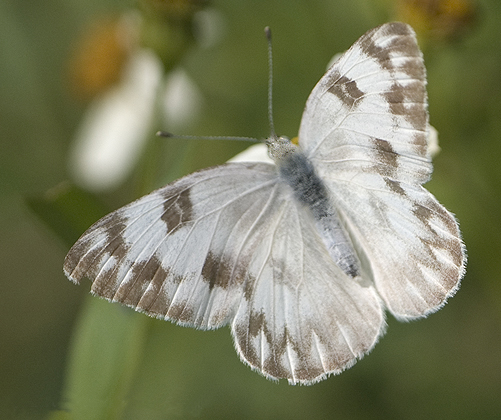
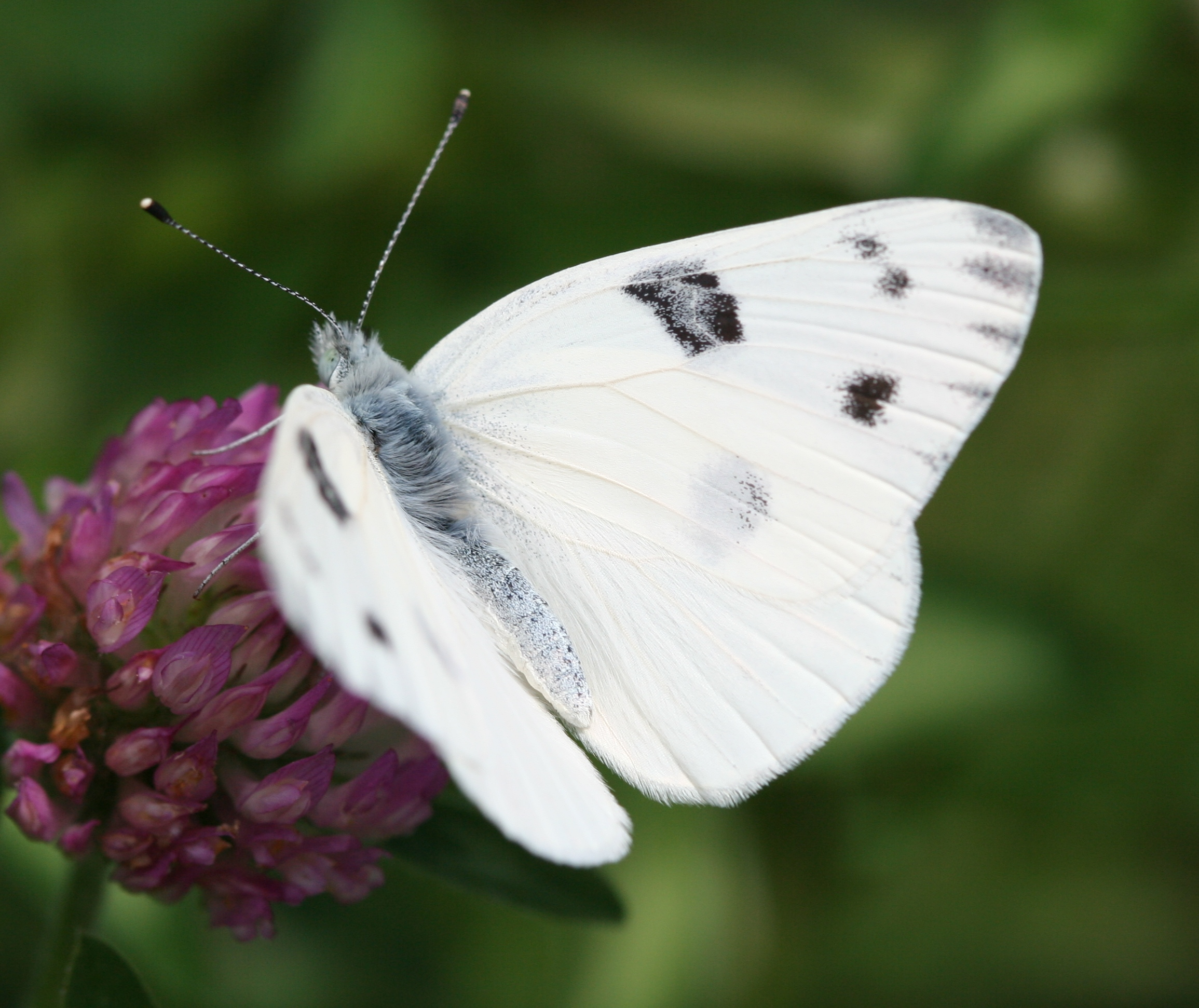
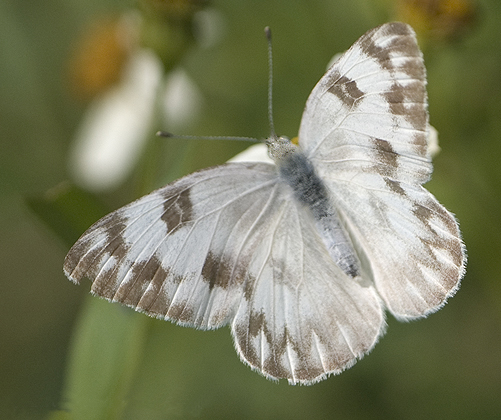
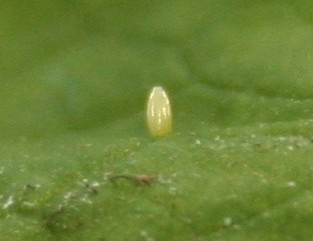